# علامات تجارية عامة
العلامة التجارية العامة أو اسم الملكية العامة، هو علامة تجارية حصلت على شعبية مهمة واصبح يطلق عليها مصطلح علامة عامة مثل شكل الشركة أو شعارها أو تمثل الرابط الذي يربط الجمهور بالعلامة التجارية. في الواقع، غالباً ما يشار إلى شركة معينة من خلال علامتها التجارية، حيث يصبحان وجهان لعملة واحدة. تضمن العلامات التجارية لشركاتهم قيمة نقدية في سوق الأوراق المالية إذا كانت الشركات عامة، الأمر الذي يؤثر على قيمة الأسهم حينما يرتفع أو يسقط. لهذه الأسباب، وتكون العلامة التجارية مسجلة لتصبح بموجب القانون حماية المليكة حيث لا يمكن استغلالها لصالح الغير. ويقال أن تصبح العلامة التجارية عام عندما يبدأ كمعرف منتج مميز ولكنه يتغير في المعنى ليصبح عامًا. يحدث هذا عادةً عندما تكون المنتجات أو الخدمات المرتبطة بالعلامة التجارية قد اكتسبت قيمة كبيرة على هيمنة السوق أوشهرة عند الناس، بحيث يصبح المعنى الأساسي للعلامة التجارية العامة هو المنتج أو الخدمة نفسها بدلاً من الإشارة إلى مصدر المنتج أو الخدمة. وبالتالي فإن العلامة التجارية المشهورة تتعرض لحمايتها القانونية للخطر في بعض البلدان مثل الولايات المتحدة والمملكة المتحدة ، مثل الملكية الفكرية قد تفقد الحقوق في العلامة التجارية وتمكن المنافسين من استخدام العلامة التجارية العامة لوصف منتجاتهم المماثلة، وقد لا يستطيع مالك العلامة التجارية المتأثرة يعمل بشكل كافٍ لتصحيح ومنع هذا الاستخدام الواسع الغير قانوني.